# Cornelis Dopperkade

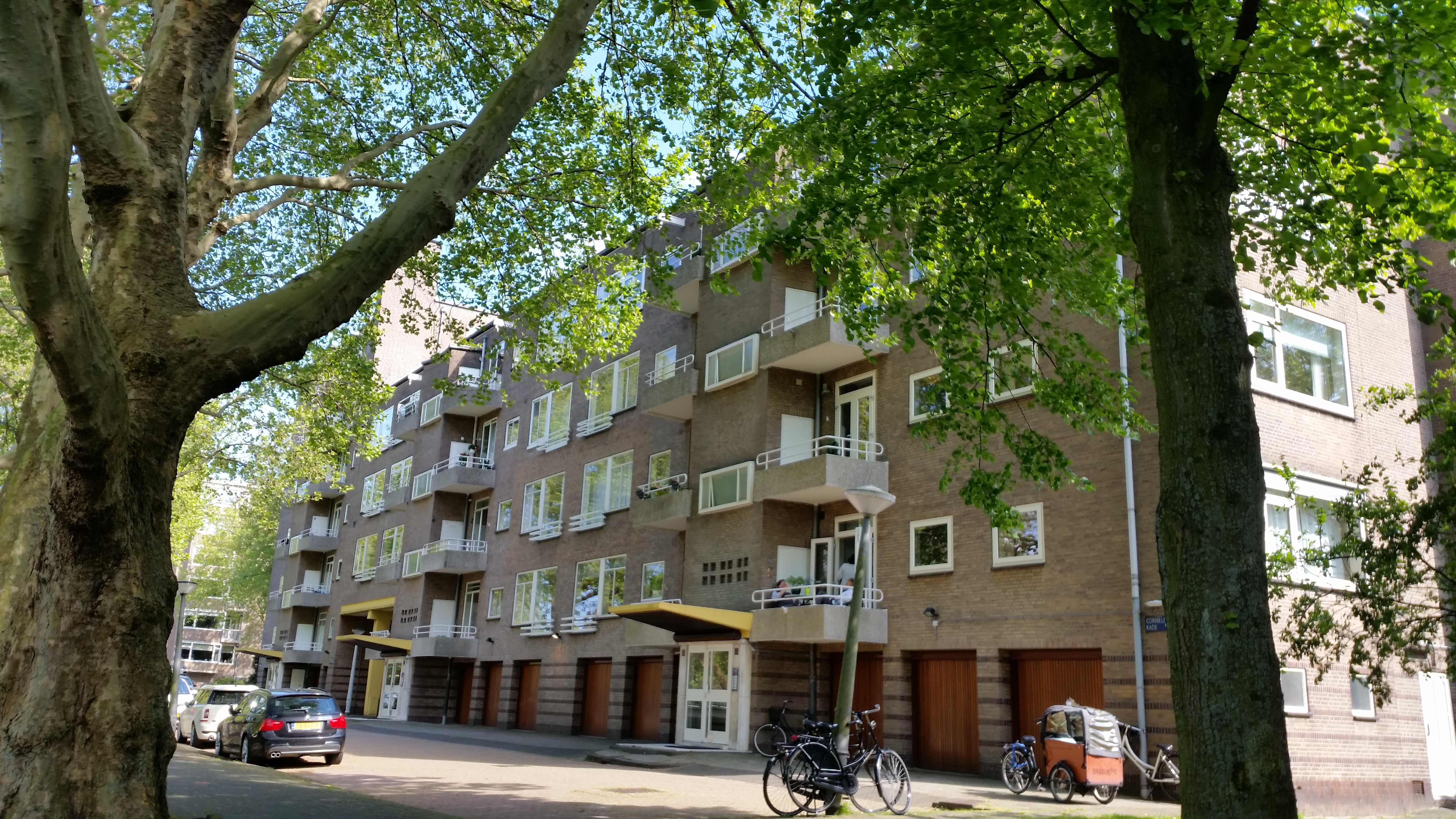
Westelijk deel met Roossenhof (mei 2019)

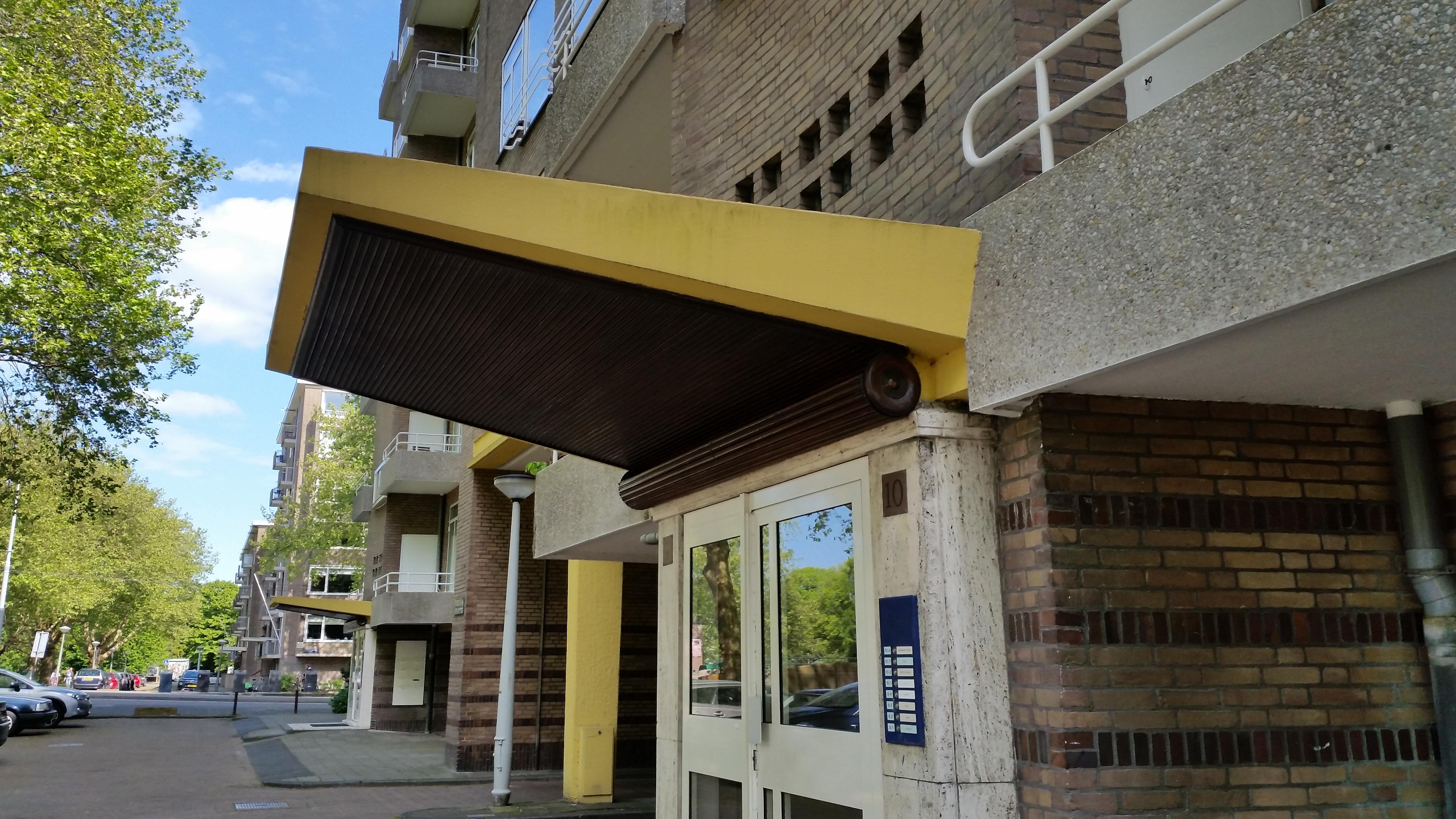
Luifel met houtbewerking en poort (mei 2019)

De Cornelis Dopperkade is een straat in de Prinses Irenebuurt in Buitenveldert, Amsterdam-Zuid.

## Geschiedenis en ligging
De straat kreeg per raadsbesluit van 19 januari 1955 haar naam, een vernoeming naar dirigent en componist Cornelis Dopper. Meerdere straten in de omgeving zijn vernoemd naar musici met als belangrijkste straat de Beethovenstraat.
De Cornelis Dopperkade ligt op de zuidelijk oever van het Zuider Amstelkanaal en wel ter hoogte van die Beethovenstraat. Die straat deelt de Cornelis Dopperstraat in tweeën. De straat begint bij een in/uitgang Aron Wolff Berlijnbrug van het Beatrixpark, voert over de Beethovenstraat en loopt vervolgens dood op een groenstrook langs het kanaal. Tussen beide straatdelen ligt het talud van de naamloze Brug 417.

## Gebouwen
De huisnummers aan de kade lopen op van 1 tot en met 12 (alle nummers). Aan de oostzijde van de Beethovenstraat 1 tot en met 6, de rest aan de westzijde. De bebouwing dateert van midden jaren vijftig.

### Roossenhof
De woningen 7 tot en met 12 staan bekend als "flatgebouw Roossenhof". Zij werden gebouwd naar een ontwerp van architect Dick Greiner. Het complex, dat een poortverbinding heeft met Willem Kesstraat 2 werd in 2014 tot gemeentelijk monument verklaard. Daarbij gold als argument dat ondanks de verspringende gevelelementen er toch een heldere gevelindeling zichtbaar is. Opvallend aan het gebouw zijn de drie gele luifels met houtbewerking aan de onderzijde boven de toegangsdeuren, de balkonafscheidingen alsmede valschermen voor de ramen. De kleur geel komt terug in de poort. Het complex werd in 1955/1956 gebouwd.
In het archief van Gerrit Rietveld wordt nog melding gemaakt dat hij in 1963 verantwoordelijk was voor de inrichting van een van de appartementen op nummer 11, 4 hoog.